# Hvad er elektricitet?
Hvad er elektricitet? er en dansk dokumentarfilm fra 1957 instrueret af Kaj Wedell Pape efter eget manuskript.

## Handling
Tegnefilm, der illustrerer et atoms opbygning.